# 阿里河林业局
阿里河林业局是一个位于中华人民共和国内蒙古自治区呼伦贝尔市鄂倫春自治旗的类似乡级单位，亦是中国内蒙古森林工业集团所属的一个林业局。
阿里河林业局始建于1958年，位于大兴安岭北段东南麓，总面积451958公顷，其中有林地面积395447公顷，森林覆盖率为87.7%。林业总人口21584人。

## 行政区划
阿里河林业局下辖以下单位：
红星林场、奎源林场、阿南林场、小奎勒河林场、兴阿林场、伊山林场、西棱梯林场、齐奇岭经营所。